# كمه
كمه (بالفارسية: کمه) هي مدينة تقع في إيران في Padena District. يقدر عدد سكانها بـ 2,305 نسمة .